# Federación Colombiana de Actividades Subacuáticas
La Federación Colombiana de Actividades Subacuáticas (conocida por sus siglas como FEDECAS) es el máximo ente rector de las Actividades subacuáticas en Colombia. Se encuentra asociada a Coldeportes, al Comité Olímpico Colombiano, así como a la Confederación Mundial de Actividades Subacuáticas. Dentro de su estructura administrativa existe un órgano de dirección que rige a un total de 11 ligas a nivel nacional (Antioquia, Bogotá, Cauca, Cundinamarca, Huila, Meta, Risaralda, San Andrés, Santander, Tolima y Valle del Cauca). Cada una de estas ligas está encargada de la formación de deportistas dentro de distintas disciplinas subacuáticas, así como en la capacitación y certificación de instructores. Dentro del calendario de la FEDECAS se encuentran campeonatos departamentales, nacionales y torneos interclubes (para deportes colectivos) .
Su sede queda ubicada en la ciudad de Bogotá, y su actual presidente es William Peña.

## Historia
En diciembre de 1977, los clubes de buceo, Delfines de San Andrés, Escuba de Medellín y Barracudas de Cali decidieron fundar la Federación Colombiana de Buceo, debido a la necesidad de agremiar a los instructores y buzos de todo el país, quienes no contaban con una legislación para trabajar. 
En 1980, la Federación se vinculó a la Confederación Mundial de Actividades Subacuáticas (C.M.A.S), adquiriendo así el nombre de Federación Colombiana de Actividades Subacuáticas . En agosto de 2017, FEDECAS ha lanzado un concurso para que jóvenes diseñadores realicen un logo en honor a los 40 años de existencia de la organización.

## Ligas
Hay 15 Ligas departamentales y regionales a nivel nacional que están regidas por la FEDECAS.

## Disciplinas amparadas por FEDECAS y resultados destacados
El calendario de competencias de la FEDECAS está enfocado hacia seis modalidades deportivas de alto rendimiento (apnea, hockey subacuático, natación con aletas, orientación, pesca submarino y rugby subacuático), así como a una de carácter recreativo (buceo). Cada una de estas disciplinas son respaldadas y controladas por comisiones técnicas y de juzgamiento que garantizan la integridad de los deportistas dentro del circuito . Dichas modalidades son:
- Apnea: Es un deporte subacuático el cual consiste en la suspensión voluntaria de la respiración mientras se desciende una cierta cantidad de metros. Cuenta con distintas modalidades dependiendo de la profundidad y de si el deportista tiene un peso constante (aletas) .[5] La mayor representante de este deporte en Colombia es Sofía Gómez Uribe, quien el 7 de julio de 2017 impuso un nuevo récord mundial de apnea en la modalidad de peso constante con bialetas, sumergiéndose 84 metros. Superando así la marca impuesta por ella misma tan solo dos días antes, cuando logró sumergirse 83 metros en la reserva marina Soufriére and Scott, en Martinica. La risaraldense de 25 años, además, posee el récord panamericano y suramericano en esta modalidad [1][2]. A su vez, el martes 29 de agosto de 2017, rompió el récord panamericano en la categoría monoaleta, sumergiéndose 96 metros [3].
- Hockey subacuático: En este deporte participan dos equipos de seis a diez integrantes y usualmente se realiza en el fondo de la piscina. Su objetivo es que con palos pequeños los jugadores logren marcan gol en la portería contraria. Cada jugador está equipado con gafas, un tubo de respiración, aletas y un palo pequeño . Este deportes requiere de habilidad física y una precisión de nadar bajo el agua. Su duración es de 33 minutos: dos tiempos de 15 minutos cada uno, en el que hay un descanso de 3 minutos entre ambos. El logro más destacado de Colombia en esta disciplina fue para la selección femenina Sub-23[6] que, en 2015, ganó el Mundial de la categoría tras derrotar a Holanda en la final por 7 a 3 .[7]
- Natación con aletas: Es un deporte que puede competirse tanto en una piscina como en aguas abiertas. En esta disciplina pueden alcanzarse velocidades hasta 50% más altas en natación convencional. El desplazamiento se genera sobre la superficie del agua o sumergido totalmente. Se utiliza monoaleta o bialetas. Este deporte se realiza en instalaciones cerradas y en piscinas de competencia en que la medida reglamentaria es de 50 metros de largo por 25 de ancho (la medida de una piscina olímpica). En las pruebas de superficie se compite utilizando aletas y un tubo de respiración en que el desplazamiento es de 15 metros debajo del agua, las distancias de las competencias son de 50 m,100 m,200 m, 400 m, 800 m, 1500 m y relevos 4 × 100 m y 4 × 200 m .[8] En marzo de 2017, Colombia sumo 17 medallas en copa de mundo se natación con aletas que se disputó en Eger, Hungría. El saldo fue de seis medallas de oro y nueve de plata y dos de bronce .[9] En julio de 2017, Grace Fernández, Viviana Retamozo, Kelly Pérez y Paula Aguirre le dieron la medalla de bronce a Colombia en los Juegos Mundiales de Wroclaw (Polonia) en la prueba de relevo femenino 4 x 100 .[10]
- Orientación: Es la preparación del buzo para permitir una mayor inmersión más efectiva y segura en las que se elabora diferentes técnicas: estimar distancia, durante y después de la inmersión, observar el entorno antes navegar con brújula, navegar correctamente y navegar haciendo patrones submarinos y sitios de inmersión en que se realiza la exigencia física a la que se le agrega la velocidad y se convierte en deporte. Esta competencia se realiza bajo el agua. Herramientas como la brújula o un metro son un apoyo para los deportistas, pero estos avanzan únicamente con su propia fuerza .[11]
- Pesca submarina: Se utilizan lentes binoculares y un arpón en el extremo, atado a una caña de bambú. La persona debe ir nadando sin hacer ningún ruido para no ahuyentar a los peces. La respiración es mediante un snorkel y la mayoría de personas que practican este deporte emplean el movimiento de pedalear en bicicleta con las piernas para mantener las aletas debajo del agua .[12] Colombia participó y tuvo una gran actuación en la Copa Mundial de Pesca Submarina de la CMAS, realizado en Syros (Grecia) finalizando en la undécima posición sobre 24 equipos .[13]
- Rugby: Este deporte se realiza en una piscina con una profundidad de 3,5 m a 5 m en la que se colocan canastas por las que debe pasar el balón para anotar un punto. Se juega entre dos equipos de seis jugadores. En este deporte se debe tener resistencia, velocidad y fuerza .[14]  La sustitución de los jugadores se debe hacer sin que se interrumpa el juego, los equipos pueden estar conformados por hombres y mujeres. En octubre de 2014, la Selección Colombia obtuvo el Abierto Europeo de Hockey Subacuático Juvenil al derrotar en la final a Dinamarca por 3 a 0 .[15]

## Estructura administrativa
Está compuesta por un órgano de dirección de las ligas, así como uno administrativo, de control y uno disciplinario .
| Liga                                                | Domicilio              |
| Liga Antioqueña de Actividades Subacuáticas         | Antioquia, Medellín    |
| Liga de Actividades Subacuáticas de Bogotá          | Bogotá, D. C.          |
| Liga de Actividades Subacuáticas del Cauca          | Cauca, Popayán         |
| Liga de Actividades Subacuáticas de Cundinamarca    | Cundinamarca, Bogotá   |
| Liga de Actividades Subacuáticas del Huila          | Huila, Neiva           |
| Liga de Actividades Subacuáticas de Risaralda       | Risaralda, Pereira     |
| Liga de Actividades Subacuáticas de San Andrés      | San Andrés Isla        |
| Liga de Actividades Subacuáticas del Meta           | Meta, Villavicencio    |
| Liga de Actividades Subacuáticas de Santander       | Santander, Bucaramanga |
| Liga de Actividades Subacuáticas del Tolima         | Tolima, Ibagué         |
| Liga Vallecaucana de Actividades Subacuáticas       | Valle del Cauca, Cali  |
| Liga de Actividades Subacuáticas de Bolívar         | Bolívar, Cartagena     |
| Liga de Actividades Subacuáticas de Caldas          | Caldas, Manizales      |
| Liga de Actividades Subacuáticas de Fuerzas Armadas | Colombia               |
| Liga de Actividades Subacuáticas del Magdalena      | Magdalena, Santa Marta |

| Órgano de Administración | William Peña (Presidente) Álvaro Hugo Polo (Vicepresidente) Carlos Adolfo Arce (Tesorera) Walter Roldán (Secretario) Julio Cesar Luna (Vocal) |                                 |                |
| Órgano de Control        | Vilma Perfetty (Revisor fiscal) Efrain Latorre (Revisor fiscal suplente)                                                                      |                                 |                |
| Órgano de Disciplina     | María Amalia Fernandez (Comisión disciplinaria)                                                                                               | Jorge Hernan Colmenares Riativa | Armando Cuervo |

## Comisiones técnicas y de juzgamiento
La FEDECAS cuenta con una comisión técnica y de juzgamiento para cada una de las disciplinas que abarca.
| Deporte              | Comisión Técnica | Comisión de Juzgamiento                                       |
| Apnea                | - Diego Rodríguez - Robert Corrales - Walter Roldan | - Carlos Arce - Jaime Moreno - Juliana Jaramillo              |
| Hockey               | - Jullie Torres - Natalia Pérez - José Peña | - Jaime Parra - Mónica Rodríguez                              |
| Natación con Atletas | - Francisco Méndez - Juan Carlos Toledo - Nelson Zapata U - Aymer Arboleda (Comisión infantil) - Juan Carlos Toledo (Comisión infantil) - Pedro Santander (Comisión infantil) | - José David Castro - Jenny Xiomara Mendoza C - Tatiana López |
| Buceo Deportivo      | - Luis Fernando Barrios - Walter Roldan - Carlos A. Arce | - Carla Vivar - Alexandra Gómez - Magdalena Fernández         |
| Pesca Submarina      | - German Lemaitre - Álvaro Ordóñez - Walter Roldan | - Carlos A. Arce - Jaime Moreno - Walter Roldan               |
| Rugby                | - Sandra Mutis - Carlos A. López - Juan López | - Juliana Jaramillo - Horus Sepúlveda - Johnson Zuluaga       |

## Calendario 2017
El calendario de este año tiene una gran variedad de eventos (59 en total) tanto de carácter competitivo como recreativo para las siete modalidades. Entre ellas se encuentran campeonatos nacionales, paradas nacionales, campeonatos regionales individuales e interclubes (para deportes en conjunto), así como cursos científicos de Buceo. A nivel internacional, Colombia cuenta con participación en competencias como la Copa Mundo de Natación con Aletas, Panamericano Categoría Élite de Pesca Submarina, Mundiales Universitarios, Mundiales de Hockey subacuático, etc .
| Modalidad          | Ubicación              | Campeonato                                                            | Fecha de inicio         |
| ------------------ | ---------------------- | --------------------------------------------------------------------- | ----------------------- |
| Natación Aletas    | Sin sede fija          | Campeonato Departamental Nacional Infantil, Juvenil, Mayores y Senior | 24 de febrero de 2017   |
| Natación Aletas    | Eger, Hungría          | Copa Mundo Piscina de Mayores y Juvenil                               | 4 de marzo de 2017      |
| Pesca Submarina    | Comodoro, Argentina    | Panamericano Categoría Élite                                          | 8 de marzo de 2017      |
| Buceo              | Cartagena              | Curso de Buceo Científico                                             | 1 de abril de 2017      |
| Hockey Subacuático | Medellín               | I Torneo Nacional Interclubes Sub-19 y Sub-23                         | 8 de abril de 2017      |
| Rugby Subacuático  | Pereira                | Campeonato Nacional categoría sub-21                                  | 14 de abril de 2017     |
| Natación Aletas    | Olsztyn, Polonia       | Copa Mundo Piscina Juvenil y Mayores                                  | 22 de abril de 2017     |
| Natación Aletas    | Olsztyn, Polonia       | Mundial Universitario                                                 | 24 de abril de 2017     |
| Natación Aletas    | Tunes, Turquía         | Copa Mundo Piscina – Aguas Abiertas                                   | 4 de mayo de 2017       |
| Rugby Subacuático  | Medellín               | III Parada Nacional Interclubes Categoría Élite                       | 26 de mayo de 2017      |
| Rugby Subacuático  | Europa (sin sede fija) | Campeonato de Rugby Subacuático Categoría Élite                       | 1 de julio de 2017      |
| Hockey Subacuático | Tasmania, Australia    | Mundial de Hockey Subacuático Categoría Élite                         | 13 de julio de 2017     |
| Apnea              | Salinas, Ecuador       | Panamericano de Apnea Categoría Élite                                 | 14 de julio de 2017     |
| Natación Aletas    | Wroclaw, Polonia       | X Juegos Mundiales                                                    | 21 de julio de 2017     |
| Apnea              | Cali                   | IV Campeonato Nacional                                                | 8 de septiembre de 2017 |
| Natación Aletas    | Cartagena              | Campeonato Nacional Interclubes Velocidad y Universitario             | 14 de octubre de 2017   |
| Rugby subacuático  | Europa (sin sede fija) | Copa Junior Sub – 21                                                  | 1 de noviembre de 2017  |
| Apnea              | Cali                   | Campeonato Nacional Interligas Abierto Piscina Fedecas 40 años        | 7 de diciembre de 2017  |
| Natación Aletas    | Cali                   | Campeonato Nacional Interligas Abierto Piscina Fedecas 40 años        | 7 de diciembre de 2017  |
| Rugby Subacuático  | Cali                   | Campeonato Nacional Interligas Juegos Fedecas 40 años                 | 7 de diciembre de 2017  |
| Hockey Subacuático | Cali                   | Campeonato Nacional Interligas Juegos Fedecas 40 años                 | 7 de diciembre de 2017  |